# Ich war, ich bin, ich werde sein
Ich war, ich bin, ich werde sein ist ein Dokumentarfilm des Studios H&S aus dem Jahr 1974.

## Handlung
Der Film beginnt mit einem Interview mit dem, durch einen Putsch 1973 an die Macht gekommenen, chilenischen Diktator Augusto Pinochet. Der Mann mit der weißen Jacke, was man von seiner „Weste“ nicht behaupten kann, klagt darüber, dass der Marxismus wie ein Gespenst ist, welches man nicht bändigen kann und hat keine Ahnung, woher sein Gegenüber kommt. Im Ergebnis dieser Audienz erhält das H&S-Filmteam ein Schreiben des militärischen Adjutanten des Präsidenten der „ehrenwerten Regierungsjunta“, welches die Kommandanten der Nordbezirke Chiles anweist, die Filmaufnahmen zu unterstützen. Offizieller Vorwand dieser Reise ist eine Reportage über den Norden Chiles, obwohl der den Filmemachern bereits seit 1973 bekannt ist. Doch in Wirklichkeit hatte es sich in der Weltöffentlichkeit herumgesprochen, dass hier in den ehemaligen Unterkünften der Arbeiter, die in den Salpeterbergwerken arbeiteten, sich inzwischen Konzentrationslager befinden. Deshalb steht auf der Rückseite dieser Genehmigung auch der Satz, dass keine Besuche der Gefangenen erlaubt sind. Nun wird durch das Filmteam über die Rückseite noch die Genehmigung für die Flugrechte des Privatflugzeuges zum Erreichen des Zieles gelegt und beides zusammen in eine Klarsichthülle gesteckt. Um nun die entsprechende Seite lesen zu können, hätten beide Blätter herausgezogen werden müssen, was aber keiner der Kontrolleure machte. Allein die Ausfertigung der Genehmigungen von allerhöchster Stelle erzielt einen einschüchternden Eindruck. Deshalb steht dem Grund dieser Reise, einem Treffen mit den Gefangenen, nichts mehr im Weg.

Der erste Anlaufpunkt im Norden ist General Largos, Oberkommandierender der ansässigen Truppen und Chef des Ausnahmezustandes in der Provinz Antofagasta. Im Hubschrauber des Generals wird die Atacama-Wüste, die als trockenste Wüste der Welt gilt, überflogen, bis das Konzentrationslager Chacabuco erreicht ist. Hier sind die Tage sehr heiß, die Nächte sehr kalt, was allein durch die Lage physische und psychische Folter bedeutet. Bild- und Tonaufnahmen dürfen nur mit Genehmigung eines begleitenden Offiziers gemacht werden. Um möglichst viele chilenische Patrioten identifizieren zu können, wird auf diese Einschränkung eingegangen. Folgende Erklärung des Studios M&S wird in den Film eingeblendet: 

„Die Gefangenen wußten nicht, mit wem sie es zu tun hatten. Unsere Operateure konnten ihre Herkunft und Haltung nicht offenlegen. Es gab keinen unbewachten Augenblick.“

 Die Häftlinge sollen sich, so der General, hier nur vorübergehend aufhalten, bis sie vor ein Militärgericht gebracht werden. Eine andere Gruppe ist ohne Anklage hier in Haft, bis deren Mitglieder begreifen, dass ihr Weg der falsche war. Diese Methode ist mit der Schutzhaft in der Zeit des Nationalsozialismus gleichzusetzen.
Nun haben mehrere Gefangene die Möglichkeit vor der Kamera ihren Namen zu nennen, wie lange und weshalb sie inhaftiert sind. Zu ihnen gehört auch ein Arzt, der in der Moneda beschäftigt war und aus dem Nationalstadion in Santiago de Chile in das Lager verlegt wurde. Hier kümmert er sich um etwa 850 Mitgefangene, von denen er etwa täglich 30 bis 40 Patienten hat, die vor allem an psychischen Störungen leiden. Der zuständige General ist im Gegensatz dazu der Meinung, dass für die Häftlinge im Lager perfekte Bedingungen herrschen, alle ruhig sind, vor Gesundheit förmlich strotzen und das körperlich sowie geistig. Die Junta bemüht sich, für die Gefangenen ein Höchstmaß an Bequemlichkeit zu schaffen. Am Heiligabend wurde sogar ein Fest für alle Lagerinsassen veranstaltet. Damit kein unerwünschter Eindruck vermittelt werden kann, ist es dem Filmteam nicht gestattet, Wachtürme, Stacheldraht und militärisches Personal aufzunehmen. Aber es wurde extra eine Ausstellung, der von den Häftlingen in den Werkstätten des Lagers hergestellten Kunstgegenstände, für die Kamera aufgebaut. Es finden in Chacabuco auch Gottesdienste statt, zu denen auch Nichtchristen und Angehörige anderer Religionen gehen, da sie hier die Gelegenheit haben, sich zu sehen und zu unterhalten.
Die folgenden Filmsequenzen zeigen Fotografien, die von einer gegenüberliegenden Wohnung des Nationalstadions, einem der ersten Konzentrationslager das nach dem Putsch errichtet wurde, aus einem Versteck heraus, mit einem sehr starken Objektiv aufgenommen wurden. Während unter den Rängen des Stadions Mord und Totschlag stattfinden, erfolgt durch das Militär im gleichen Stadion, im Oktober 1973, eine Führung von Beschäftigten der internationalen Presse, die mit verlogenen Informationen über die rührende Sorge um das Wohl der Junta-Schützlinge beeindruckt werden soll. Wie man in den Filmaufnahmen sehen kann, begrüßt der Kommandant des Lagers Jorge Espinoza Ulloa, ein Oberst, die anwesenden Journalisten und stellt sich vor. Er erklärt auch, dass er seine Arbeit gewissenhaft durchführt, zum Schutz der chilenischen und ausländischen Bürger. Abschließend versucht er mit Tabellen und anderen Informationen, die Objektivität seiner Aussagen zu bekräftigen.
Es folgen mehrere Aussagen von ehemaligen Arbeitern aus den Salpeterminen, die anscheinend bereits vor dem Putsch aufgenommen wurden. Zum Teil begannen sie bereits als Kinder dort zu arbeiten. Sie berichteten von den schweren Bedingungen bei der Arbeit, ihrer Ausbeutung, dem Tod, aber auch von den Anfängen der politischen Bewegungen in dieser Zeit, am Anfang des 20. Jahrhunderts.
In einem neuen Abschnitt sieht man von einem hochgelegenen Hang den kleinen Ort Pisagua am Pazifik, in dem 1946 durch den damaligen Präsidenten Gabriel González Videla, der bei den Wahlen von den Kommunisten unterstützt wurde, eines der ersten Konzentrationslager errichtet wurde und das 15 Monate Bestand hatte. Nach der Wahl wandte sich Videla von diesen Unterstützern ab, entfernte sie aus der Regierung und verfolgte sie. Über diese Zeit und die Haft berichtet ein ehemaliger Häftling in einem Gespräch, welches bereits im Frühjahr 1973 aufgenommen wurde. Videla selbst hält es noch in dem gleichen Frühjahr in einem Interview für richtig, dass das von ihm geschaffene Gesetz zur Verteidigung der Demokratie, mit dem die Kommunisten die Bürgerrechte verloren und ihnen damit auch verboten wurde, sich für die nächsten fünf Jahre öffentlich zu betätigen, geschaffen wurde. Dieses Gesetz wurde unter dem nächsten Regierungschef wieder abgeschafft, was Videla bedauert, denn damit wäre es nicht zu der schlimmen Lage gekommen, in der sich Chile seit 1970 befindet.
Es sollte nicht mehr lange dauern und das Regime unter Pinochet lässt das als Zuchthaus dienende Objekt von kriminellen Gefangenen räumen, um Platz für die Anhänger der Unidad Popular zu schaffen. Doch es gibt Unterschiede zum Konzentrationslager Chacabuco. In Pisagua herrscht ein militärischer Drill und hier sind auch Frauen inhaftiert. Ebenso wie in dem anderen Lager werden einige Häftlinge nach ihren Namen, Parteizugehörigkeit, Grund und Beginn ihrer Inhaftierung befragt, worüber sie auch Auskunft geben. Im Gegensatz zu 1946 wird jetzt Kadavergehorsam verlangt und während damals nur Kommunisten hier waren, sind es heute Mitglieder aller linken Organisationen Chiles und deren Sympathisanten. Eine heimlich aufgenommene Fotografie zeigt, dass die Gefangenen körperlich hart arbeiten müssen. Die politisch Inhaftierten werden hier als Kriegsgefangene bezeichnet, denn nach Auslegung der Junta befindet sich Chile im Zustand eines inneren Krieges. Der Sprecher der chilenischen Regierung erklärt, dass die Verhafteten zwar inhaftiert, jedoch keine Gefangenen sind. Deshalb können sie auch ohne Probleme von einem Ort zum anderen gebracht werden. Weiterhin erklärt er, das Besuchsverbot von Inhaftierten wäre eine humane Geste, denn sie sollten nicht gesehen werden, wenn sie leiden, ein Besuch würde deren Würde verletzen. Außerdem ist das Wort „Gefangenenlager“ eine Erfindung der Marxisten. Eine eingeblendete Zahl vermittelt allein im Juli 1974 12.694 die Anzahl von neuen Verhaftungen, für die neue Bauten zur Unterbringung der Regimegegner, so auch in Pisagua, geschaffen werden.
Die letzten Bilder zeigen, wie die Gefangenen auf dem Appellplatz die chilenische Nationalhymne Puro, Chile singen, während die chilenische Flagge gehisst wird. Ein Umschnitt zeigt den gestürzten Präsidenten Salvador Allende, wie er die gleiche Hymne singt.

## Produktion und Veröffentlichung
Der Film wurde am 11. September 1974 zum ersten Mal im 1. Programm des Fernsehens der DDR ausgestrahlt. Der Start in den Kinos der DDR erfolgte am 28. Januar 1975. Die Erstausstrahlung im Fernsehen der Bundesrepublik erfolgte am 17. September 1975 durch das WDR Fernsehen.
Die Musik wird von der chilenischen Gruppe Aparcoa interpretiert. Die Montage lag in den Händen von Traute Wischnewski. Alle Gesprächspartner wurden synchronisiert. Der Titel des Films Ich war, ich bin, ich werde sein, ist ein geflügeltes Wort Rosa Luxemburgs aus dem Gedicht „Die Revolution“ von Ferdinand Freiligrath. Das von Wolfgang Heinz vorgetragene Gedicht „An die Kämpfer in den Konzentrationslagern“ stammt von Bertolt Brecht, nur wird das letzte Wort Deutschland durch Chile ersetzt.

## Auszeichnungen
- 1974: Internationales Dokumentarfilmfestival Visions du Réel in Nyon: Silberner Sesterz
- 1974: 17.  Internationale Leipziger Dokumentar- und Kurzfilmwoche für Kino und Fernsehen:   Sonderpreis der Jury
- 1975: Internationales Dokumentarfilmfestival Grenoble: Preis der internationalen Jury[1]

## Kritik
In der Berliner Zeitung schrieb Gisela Herrmann: 

„Zeugen und Zeugnisse aus einem Land, dessen Fortschritt gewaltsam aufgehalten – und doch unaufhaltsam ist. Chilenische Wirklichkeit des Frühjahrs 1974: Menschenjagd, Verhaftungen, Stacheldraht, Folter, Mord. Der Zugriff des Imperialismus wurde zum Würgegriff. Ein Jahr nach dem faschistischen Putsch muß das Pinochet-Regime zu immer schärferem Terror greifen, um den Willen des Volkes niederzuzwingen. […] Der Dokumentarbericht bleibt immer der Dokumentarbericht. Nicht Wortmitteilungen bestimmen seine Gestaltungsidee, sondern das Filmmaterial in seiner klaren, durch keine optisch-illustrative Zutat überhöhten, überschaubaren Gliederung spricht weitgehend für sich selbst. Der kluge, unaufdringlich ergänzende, erzählende Kommentar begleitet das Bild, leitet die rationelle Betrachtung des Betrachters. Es bleibt genügend Raum für eigene emotionale Empfindungen – vertieft von einer aufwühlenden Musik …“

Helga Wolle meinte in der Neuen Zeit über den Film: 

„Ein Werk das die künstlerischen Anforderungen, die man heute an einen Film dieses Genres stellt, durchweg erfüllt, durch das Moment der Bildwiederholung immer wieder den Bezug herstellend. Ein wesentliches Spezifikum sind die synchronisierten Stimmen der Befragten, Klang, Sprechgestus, Mentalität adaptierend, die Originalatmosphäre zur Zeit der Aufnahme vermittelnd.“

Das Lexikon des internationalen Films schreibt über diesen Film: 

„Dokumentarfilm mit authentischen Aufnahmen aus zwei chilenischen Gefangenenlagern, die die Lagerwirklichkeit jedoch nur so zeigen, wie es die Kommandanten gestattet haben. Durch den Kommentar und zusätzliches Material wird darzustellen versucht, was nicht gefilmt werden konnte: Terror und Folter. – Polemische Attacke des Studios Heynowski & Scheumann gegen die Pinochet-Diktatur in Chile. Neben weiteren Chile-Filmen des Studios […] Bestandteil einer auch international viel beachteten politisch-analytischen Reihe.“